# Élections sénatoriales de 2014 dans l'Indre
Les élections sénatoriales de 2014 dans l'Indre ont lieu le dimanche 28 septembre 2014. Elles ont pour but d'élire les deux sénateurs représentant le département au Sénat pour un mandat de six années.

## Contexte départemental
Lors des élections sénatoriales du 21 septembre 2008 dans l'Indre, deux sénateurs ont été élus au scrutin majoritaire : Jean-François Mayet et Louis Pinton, tous deux candidats de l'UMP. L'un et l'autre sont à nouveau candidat en 2014.
Depuis 2008, le collège électoral, constitué des grands électeurs que sont les sénateurs sortants, les députés du département, les conseillers régionaux, les conseillers généraux et les délégués des conseils municipaux, a été largement renouvelé par des élections législatives de 2012 à l'issue desquelles le PS remporte les deux circonscriptions du département, les élections régionales de 2010 qui ont conforté la majorité de gauche au conseil régional du Centre, les élections cantonales de 2011 qui ont permis à la droite de conserver une confortable majorité au conseil général et surtout les élections municipales de 2014 qui ont vu une certaine stabilité dans le département: alors que la France connaissait à cette occasion une vague bleue d'une rare ampleur, dans l'Indre, les principales villes ont gardé la même majorité politique, les changements intervenus dans de plus petites communes s'équilibrant quasiment. Mais les résultats dans les communes les plus importantes ne peuvent occulter une réalité qui complexifie les pronostics dans l'Indre : plus de 50 % du corps électoral est issu de communes de moins de 1 500 habitants.

## Rappel des résultats de 2008
| Candidat et parti politique | Candidat et parti politique | Candidat et parti politique | Premier tour | Premier tour | Second tour | Second tour |
| Candidat et parti politique | Candidat et parti politique | Candidat et parti politique | Voix         | %            | Voix        | %           |
| --------------------------- | --------------------------- | --------------------------- | ------------ | ------------ | ----------- | ----------- |
|                             | Louis Pinton                | UMP                         | 313          | 46,44        | 428         | 64,26       |
|                             | Alain Pasquer               | PS                          | 203          | 30,12        | 278         | 41,74       |
|                             | Jean-François Mayet         | UMP                         | 182          | 27,00        | 372         | 55,86       |
|                             | Michel Blondeau             | NC                          | 156          | 23,15        | Retrait     | Retrait     |
|                             | Thérèse Delrieu             | PS                          | 152          | 22,55        | 212         | 31,83       |
|                             | Serge Pinault               | UMP                         | 89           | 13,20        | Retrait     | Retrait     |
|                             | Bernard Pousset             | UMP                         | 85           | 12,61        | Retrait     | Retrait     |
|                             | Jacques Pallas              | PCF                         | 59           | 8,75         | Retrait     | Retrait     |
|                             | Édouard des Places          | MPF                         | 41           | 6,08         | Retrait     | Retrait     |
|                             | Lionel Boyer                | DVD                         | 21           | 3,12         | Retrait     | Retrait     |
|                             | Jean-Lin Lacapelle          | FN                          | 1            | 0,15         | Retrait     | Retrait     |
|                             |                             |                             |              |              |             |             |
| Inscrits                    | Inscrits                    | Inscrits                    | 751          | 100,00       | 751         | 100,00      |
| Abstentions                 | Abstentions                 | Abstentions                 | 6            | 0,80         | 5           | 0,67        |
| Votants                     | Votants                     | Votants                     | 745          | 99,20        | 746         | 99,33       |
| Blancs et nuls              | Blancs et nuls              | Blancs et nuls              | 7            | 0,94         | 21          | 2,82        |
| Exprimés                    | Exprimés                    | Exprimés                    | 738          | 99,06        | 725         | 97,18       |

## Sénateurs sortants
| Sénateur | Sénateur            | Parti | Fonctions lors de l'élection en 2008           |
| -------- | ------------------- | ----- | ---------------------------------------------- |
|          | Jean-François Mayet | UMP   | Conseiller général, maire de Châteauroux       |
|          | Louis Pinton        | UMP   | Sénateur sortant, président du conseil général |

## Collège électoral
En application des règles applicables pour les élections sénatoriales françaises, le collège électoral appelé à élire les sénateurs de l'Indre en 2014 se compose de la manière suivante :
| Délégués des communes                             |                        |                       |                       |          |                     |
|                                                   | Conseillers municipaux | Délégués / commune    | Communes concernées   | Délégués | % collège électoral |
| Délégués des communes de moins de 9 000 habitants |                        |                       |                       |          |                     |
| - communes de < 100 habitants                     | 7                      | 1                     | 10                    | 10       | 1,43 %              |
| - communes de < 500 habitants                     | 11                     | 1                     | 138                   | 138      | 19,71 %             |
| - communes de < 1500 habitants                    | 15                     | 3                     | 74                    | 222      | 31,71 %             |
| - communes de < 2 500 habitants                   | 19                     | 5                     | 10                    | 50       | 7,14 %              |
| - communes de < 3 500 habitants                   | 23                     | 7                     | 6                     | 42       | 6,00 %              |
| - communes de < 5 000 habitants                   | 27                     | 15                    | 3                     | 45       | 6,43 %              |
| - communes de < 9 000 habitants                   | 29                     | 15                    | 4                     | 60       | 8,57 %              |
| Délégués des communes de 9 000 à 29 999 habitants |                        |                       |                       |          |                     |
| - communes de < 10 000 habitants                  | 29                     | 29                    | 0                     | 0        | 0,00 %              |
| - communes de < 20 000 habitants                  | 33                     | 33                    | 1                     | 33       | 4,71 %              |
| - communes de < 30 000 habitants                  | 35                     | 35                    | 0                     | 0        | 0,00 %              |
| Délégués des communes de 30 000 habitants et plus |                        |                       |                       |          |                     |
| - Châteauroux (45 521 hab.)                       | 43                     | 62                    | 1                     | 62       | 8,86 %              |
| Délégués des communes                             | Délégués des communes  | Délégués des communes | Délégués des communes | 662      | 94,57 %             |
| Conseillers généraux                              | Conseillers généraux   | Conseillers généraux  | Conseillers généraux  | 26       | 3,71 %              |
| Conseillers régionaux                             | Conseillers régionaux  | Conseillers régionaux | Conseillers régionaux | 8        | 1,14 %              |
| Députés                                           | Députés                | Députés               | Députés               | 2        | 0,29 %              |
| Sénateurs                                         | Sénateurs              | Sénateurs             | Sénateurs             | 2        | 0,29 %              |
| Total                                             | Total                  | Total                 | Total                 | 700      | 100,00 %            |

1. ↑  Dans les communes de moins de 9 000 le conseil municipal élit en son sein des délégués dont le nombre dépend de la taille de la commune.
2. ↑  Dans les communes de 9 000 à 29 999 habitants, tous les conseillers municipaux sont délégués. Il n'y a pas de délégués supplémentaires
3. ↑  Dans les communes de plus de 30 000 habitants, tous les conseillers municipaux sont délégués et, en complément, le conseil municipal désigne des délégués supplémentaires à raison d'un par tranche de 800 habitants au-delà de 30 000 habitants

## Présentation des candidats
Les nouveaux représentants sont élus pour une législature de 6 ans au suffrage universel indirect par les grands électeurs du département. Dans le Gers, les deux sénateurs sont élus au scrutin majoritaire à deux tours. Ils sont 10 candidats dans le département, chacun avec un suppléant.
| N°  | Candidats | Candidats                | Parti | Principales fonctions                                    |
| --- | --------- | ------------------------ | ----- | -------------------------------------------------------- |
| T01 |           | Pierre Morizet           | EELV  | Ancien maire de Chazelet                                 |
| S01 |           | Patricia Danguy          | EELV  | Ancienne adjointe au maire du Poinçonnet                 |
| T02 |           | Catherine Cauzeret       | FN    | Conseillère municipale de Villedieu-sur-Indre            |
| S02 |           | Matthieu Colombier       | FN    | Conseiller régional, conseiller municipal de Châteauroux |
| T03 |           | Jean-François Mayet      | UMP   | Sénateur sortant, maire de Châteauroux                   |
| S03 |           | Marie-Jeanne Lafarcinade | UMP   | Maire de Fougerolles                                     |
| T04 |           | Louis Pinton             | UMP   | Sénateur sortant                                         |
| S04 |           | Frédérique Gerbaud       | UMP   | Conseillère municipale de Châteauroux                    |
| T05 |           | Nicolas Renaux           | PS    |                                                          |
| S05 |           | Jocelyne Giraud          | PS    | Première adjointe au maire du Pont-Chrétien-Chabenet     |
| T06 |           | Cédric Marmuse           | PS    |                                                          |
| S06 |           | Aurore Ségura-Penot      | PS    |                                                          |
| T07 |           | Vanik Berberian          | MoDem | Maire de Gargilesse-Dampierre                            |
| S07 |           | Claudine Picard          | MoDem | Adjointe au maire de Déols                               |
| T08 |           | David Navarro            | PCF   |                                                          |
| S08 |           | Nadège Moigneaux         | PCF   |                                                          |
| T09 |           | Brigitte Nicolas         | PCF   |                                                          |
| S09 |           | Michel Fradet            | PCF   | Conseiller régional                                      |
| T10 |           | Lolita Rouhart           | NPA   |                                                          |
| S10 |           | Gautier Châtain          | EXG   |                                                          |

## Résultats
| Candidat et parti politique | Candidat et parti politique | Candidat et parti politique | Premier tour | Premier tour | Second tour | Second tour |
| Candidat et parti politique | Candidat et parti politique | Candidat et parti politique | Voix         | %            | Voix        | %           |
| --------------------------- | --------------------------- | --------------------------- | ------------ | ------------ | ----------- | ----------- |
|                             | Louis Pinton                | UMP                         | 427          | 62,89        |             |             |
|                             | Jean-François Mayet         | UMP                         | 295          | 43,45        | 308         | 46,32       |
|                             | Vanik Berberian             | MoDem                       | 200          | 29,46        | 230         | 34,59       |
|                             | Nicolas Renaux              | PS                          | 113          | 16,64        | 103         | 15,49       |
|                             | Cédric Marmuse              | PS                          | 101          | 14,87        | Retrait     | Retrait     |
|                             | Pierre Morizet              | EELV                        | 30           | 4,42         | Retrait     | Retrait     |
|                             | David Navarro               | PCF                         | 27           | 3,98         | Retrait     | Retrait     |
|                             | Brigitte Nicolas            | PCF                         | 27           | 3,98         | 16          | 2,41        |
|                             | Catherine Cauzeret          | FN                          | 19           | 2,80         | 8           | 1,20        |
|                             | Lolita Rouhart              | NPA                         | 2            | 0,29         | Retrait     | Retrait     |
|                             |                             |                             |              |              |             |             |
| Inscrits                    | Inscrits                    | Inscrits                    | 700          | 100,00       | 700         | 100,00      |
| Abstentions                 | Abstentions                 | Abstentions                 | 13           | 1,86         | 13          | 1,86        |
| Votants                     | Votants                     | Votants                     | 687          | 98,14        | 687         | 98,14       |
| Blancs                      | Blancs                      | Blancs                      | 4            | 0,58         | 11          | 1,60        |
| Nuls                        | Nuls                        | Nuls                        | 4            | 0,58         | 11          | 1,60        |
| Exprimés                    | Exprimés                    | Exprimés                    | 679          | 98,84        | 665         | 96,80       |